# جدجد شجري شاحب
جدجد شجري شاحب (الاسم العلمي: Oecanthus pallidus) هو نوع من الحشرات يتبع جنس الجدجد الشجري من فصيلة الجداجد الحقيقية.